# پالا دا تیگرن
پالا دا تیگرن (به لاتین: Pala da Tgiern) یک کوه در سوئیس است که در کانتون گراوبوندن واقع شده‌است. پالا دا تیگرن ۲٬۲۷۹ متر بالاتر از سطح دریا واقع شده‌است.